# خواكيم شوستر
خواكيم شوستر (بالألمانية: Joachim Schuster)‏ هو سياسي ألماني، ولد في 28 أكتوبر 1962 في ألمانيا. حزبياً، نشط في الحزب الديمقراطي الاجتماعي الألماني. وقد انتخب عضو في برلمان مدينة بريمن ‏ وفي انتخابات البرلمان الأوروبي في ألمانيا 2014 ‏، انتخب عضو في البرلمان الأوروبي عن دائرة ألمانيا لترشحه ضمن قائمة الحزب الديمقراطي الاجتماعي الألماني، وقد انضم خلال فترته النيابية (25 مايو 2014 – ) للكتلة البرلمانية التحالف التقدمي للاشتراكيين والديمقراطيين.